# Радечница (гмина)
Радечница (пол. Radecznica) — сельская гмина (волость) в Польше, входит как административная единица в Замойский повет, Люблинское воеводство. Население — 6591 человек (на 2004 год).
Административный центр гмины — деревня Радечница.
В состав гмины входят деревни Гораец-Стара-Весь, Грушка-Запорска, Запоже, Лятычин, Мокрелипе, Чарнысток и другие.

## Соседние гмины
1. Гмина Билгорай
2. Гмина Фрамполь
3. Гмина Горай
4. Гмина Сулув
5. Гмина Щебжешин
6. Гмина Терешполь
7. Гмина Туробин
8. Гмина Звежинец